# Тібор Бенедек
Тібор Бенедек (угор. Benedek Tibor, 12 липня 1972 — 18 червня 2020) — угорський ватерполіст, олімпійський чемпіон.

## Виступи на Олімпіадах
| Олімпіада      | Дисципліна | Місце |
| -------------- | ---------- | ----- |
| Барселона 1992 | водне поло | 6     |
| Атланта 1996   | водне поло | 4     |
| Сідней 2000    | водне поло | 1     |
| Афіни 2004     | водне поло | 1     |
| Пекін 2008     | водне поло | 1     |